# Borajet
BoraJet — частная турецкая региональная авиакомпания со штаб-квартирой в Стамбуле.

## История
Авиакомпания была основана в 2008 году.
Сертификат эксплуатанта был получен 22 апреля 2010 года, а 7 мая 2010 года был выполнен первый рейс по маршруту Стамбул—Токат
BoraJet приостановила деятельность 24 апреля 2017 года, планируя возобновить её в 2018, после открытия нового аэропорта Стамбула 

## Деятельность

### Маршрутная сеть
Авиакомпания выполняла рейсы из трёх крупных узловых городов (Стамбул, Анкара, Адана) в другие города Турции.

### Партнёрские соглашения
У авиакомпании есть соглашение с AnadoluJet, согласно которому некоторые рейсы выполняются по принципу код-шеринга.
В 2011 году 2 самолёта BoraJet были переданы в мокрый лизинг AnadoluJet и получили ливрею с логотипами обеих компаний.

## Флот

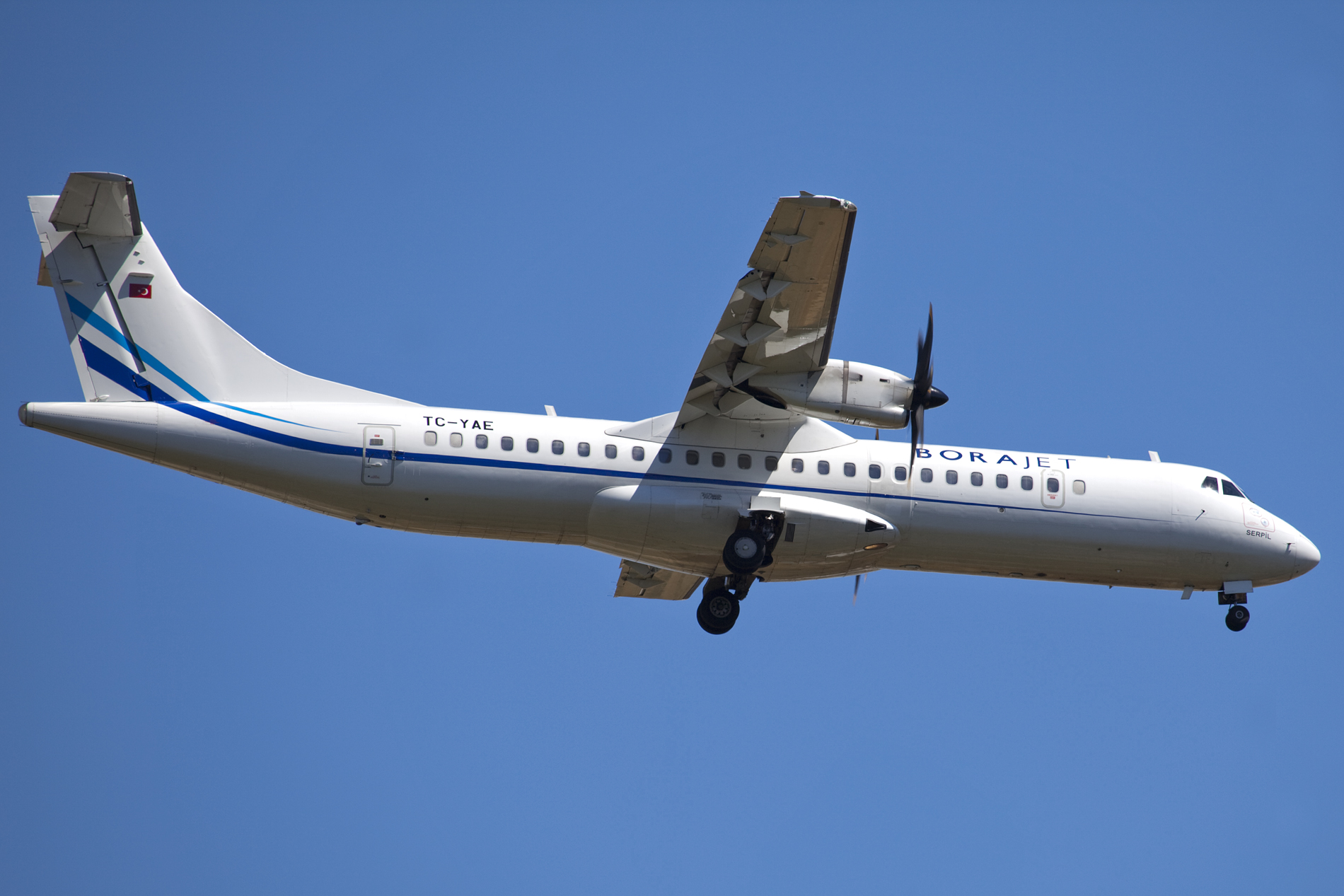
ATR 72 Borajet

Авиакомпания использует  самолёты фирмы Embraer.
| Самолёт     | В эксплуатации | Заказано | Пассажиры | Примечания |
| Embraer 190 | 7              | —        | 100       |            |
| ----------- | -------------- | -------- | --------- | ---------- |
| Embraer 195 | 6              | —        | 118       |            |

На июль 2013 средний возраст авиапарка составляет 9,4 лет.

## Borajet Business Jet
Помимо регулярных региональных рейсов авиакомпания также вышла на рынок бизнес-авиации.

У авиакомпании есть единственный Bombardier Global Express XRS (регистрационный номер TC-YAA), который используется для частных перевозок.